# Il coraggio di vincere (film 2008)
Il coraggio di vincere (Forever Strong) è un film del 2008 diretto da Ryan Little.
I personaggi principali sono interpretati da Sean Faris, Gary Cole, Neal McDonough, Sean Astin, Penn Badgley e Arielle Kebbel. Ispirato ad una storia vera ha come principale tema il rugby.

## Trama
Rick Penning è un ragazzo di 17 anni, talentuoso giocatore di rugby, che però ha problemi di comportamento dovuti all'uso di droghe e alcol. Quando una sera viene arrestato per guida in stato di ebbrezza e portato nel riformatorio di Salt Lake City perde il suo ruolo di capitano nella squadra del Flagstaff Rugby, il cui allenatore è suo padre, Richard Penning.
Il coordinatore del riformatorio dopo un breve periodo impone a Rick di giocare nella squadra rivale, l'Highland Rugby allenata da Larry Gelwix. Penning Inizia così un percorso che gli insegna ciò che nella vita conta veramente e, grazie all'aiuto del nuovo allenatore e dei compagni di squadra, con cui pian piano stringe una forte amicizia, diventa un ragazzo nuovo, maturo e responsabile, capace di portare avanti la sua nuova squadra fino alla finali del campionato nazionale di rugby, in cui dovrà competere proprio con il Flagstaff. Nel match riuscirà a segnare il punto della vittoria degli Highland ed infine a riappacificare il rapporto con suo padre.